# 吉江怜那
吉江 怜那（よしえ れいな、2009年12月 - ）は、日本の女性モデル。モデルエージェンシー・アドバンス社所属。
富山県出身。

## 出演

### 映画
- Ondan Sonra（2024年）[2]

### イベント
- 富山大和キッズファッションショー（2017年）
- アドバンス社キッズモデルspecial(2018年)
- アドバンス社キッズモデルspecial（2019年）
- 総曲輪コレクション2019（2019年）

### CM
- カジメイク　TVCM（2019年）